# Just Like Honey
Just Like Honey è il terzo singolo del gruppo musicale britannico The Jesus and Mary Chain estratto dal loro album di debutto Psychocandy e pubblicato nel settembre 1985 per l'etichetta Blanco Y Negro Records.
Raggiunse il 55º posto nella classifica britannica dei singoli più venduti.
Il brano fa parte della colonna sonora del film Lost in Translation - L'amore tradotto di Sofia Coppola.

## Tracce
Tutte le tracce sono state scritte da Jim e William Reid.
7"
1. Just Like Honey – 3:00
2. Head – 3:48

Durata totale: 6:48
2x7"
1. Just Like Honey – 3:00
2. Head – 3:48
3. Inside Me – 3:08
4. Just Like Honey (Demo) – 2:54

Durata totale: 12:50
12"
1. Just Like Honey – 3:00
2. Head – 3:48
3. Cracked – 3:43
4. Just Like Honey (Demo) – 2:54

Durata totale: 13:25